# Galassa
La galassa, creixenera, julivert bord, arsafrag o api(t) de síquia (Berula erecta) és un gènere monotípic de plantes amb flors apiàcies. És de distribució cosmopolita i endèmica a Catalunya, tot i ser vulnerable.
Conté només una espècie, present també als Països Catalans, anomenada galassa erecta (Berula erecta). És una planta aquàtica perenne de 30 a 100 cm de llargada que forma estolons a la seva base. La tija n'és fistulosa i estriada; té fulles submergides 3-4 pinnatisectes; fulles aèries pinnaticompostes ; fulles superiors petites i subsèssils ;umbel·les de 3-6 cm de diàmetre; pètals blancs emarginats; fruit subglobulós d'1,5 -2 mm. Floreix de maig a agost.

## Hàbitat
Recs i rierols amb aigua corrent poc profunda eutròfica. De la plana litoral a l'estatge montà (des del nivell del mar als 1000 m d'altitud).